# Scelta della nazione organizzatrice della fase finale del campionato europeo maschile di calcio 2012

## Prima fase
Inizialmente pervennero all'UEFA cinque proposte di candidatura per ospitare il campionato 2012, da parte di sette federazioni:
- Croazia e  Ungheria (candidatura congiunta)
- Grecia
- Italia
- Polonia e  Ucraina (candidatura congiunta)
- Turchia

Il 2 novembre 2005 venne pubblicato il rapporto tecnico sulle cinque candidature che avrebbe assistito il Comitato Esecutivo nella selezione delle candidate finaliste.
Durante l'assemblea del Comitato Esecutivo UEFA svoltasi l'8 novembre 2005 a La Valletta vennero selezionate le tre candidate ufficiali all'organizzazione del campionato:
| Nazione            | Voti |  |
| ------------------ | ---- |  |
| Italia             | 11   |  |
| Croazia e Ungheria | 9    |  |
| Polonia e Ucraina  | 7    |  |
|                    |      |  |
| Turchia            | 6    |  |
| Grecia             | 2    |  |

Le candidature di Turchia e Grecia furono scartate rispettivamente con 6 e 2 voti.

## Seconda fase
Il 31 maggio 2006 si è conclusa la seconda fase con la consegna da parte dei tre comitati organizzatori di dettagliati dossier sulle tre candidature.
Nel settembre 2006, la UEFA ha condotto delle ispezioni nei Paesi candidati. Poco dopo, in ottobre, è stato deciso di posticipare la designazione, inizialmente prevista per dicembre 2006.

### Polonia e Ucraina
Le seguenti città vennero proposte delle due federazioni:
- Polonia
  - Varsavia, Chorzów, Danzica, Cracovia, Poznań, Breslavia
- Ucraina
  - Kiev, Dnipropetrovsk, Donec'k, Leopoli

La candidatura congiunta Polonia-Ucraina venne considerata interessante da molti come modo per concentrare l'attenzione su un'area dell'Europa che vanta numerosi appassionati di calcio, ma che è meno sviluppata rispetto all'Europa occidentale, sia per il gioco espresso sia in generale.
Questa candidatura fu però ostacolata da numerose carenze infrastrutturali. Ad eccezione di Varsavia, Kiev, ed eventualmente Cracovia, nessuna delle altre città proposte vanta esperienza nell'accogliere grandi masse di visitatori per un lungo periodo. Le infrastrutture per i trasporti sono generalmente di basso livello; dopo la loro visita, gli stessi delegati UEFA si lamentarono pubblicamente del cattivo stato dei collegamenti tra Danzica e Leopoli. Bisogna infatti anche considerare le impressionanti distanze geografiche, che sfiorano i 2000 km, fra le città proposte dai due paesi.

### Italia
Il punto di forza della candidatura italiana avrebbe dovuto essere l'esperienza nell'organizzazione di grandi eventi, in particolar modo calcistici; le altre candidate infatti non potevano vantare una tale esperienza (una parziale eccezione si riscontra solo per la città di Zagabria, che nel 1976, quando faceva parte della Jugoslavia, ospitò una semifinale e la finale per il terzo posto del Campionato europeo). L'Italia aveva, infatti, già ospitato il campionato europeo di calcio 1968 e campionato europeo di calcio del 1980, due edizioni del campionato mondiale (nel 1934 e nel 1990), le olimpiadi estive del 1960, le olimpiadi invernali del 1956 e le olimpiadi invernali del 2006 a Torino, dall'eccellente organizzazione. Godeva, dunque, di indubbi vantaggi per quanto riguarda la logistica e le infrastrutture.
Per tutti questi motivi l'Italia partiva favorita nella corsa all'organizzazione della competizione.
L'allora presidente della FIGC Franco Carraro presentò nell'autunno 2005 un dettagliato dossier all'UEFA. Questo prevedeva che l'europeo si sarebbe svolto in otto o dieci città: in particolare, le 8 segnalate furono Roma, Milano, Napoli, Torino, Palermo, Udine, Firenze e Bari, più le quattro riserve (Bologna, Cagliari, Verona e Genova, che già ospitarono diverse partite del campionato del mondo 1990) e che avrebbero potuto diventare "titolari" in caso di una probabile espansione del torneo a 24 squadre. Inoltre vennero indicate tre città che, pur non avendo mai ospitato manifestazioni calcistiche di rilievo, avrebbero potuto avere i requisiti giusti per farlo (Perugia, Padova e Pescara), ognuna con nuovi stadi in progetto.
Nel dossier si parlava inoltre della sicurezza negli stadi, che avrebbe dovuto essere assicurata grazie a un grande impiego di forze dell'ordine e al massiccio utilizzo dei metal detector. Venne pure indicato il costo dei biglietti, dai 45 ai 450 euro.
Il 23 marzo 2006, a Budapest, l'Italia presentò ufficialmente la propria candidatura, mentre il 31 maggio mostrò il dossier con tutte le garanzie del governo italiano. Nel settembre del 2006 si tennero le visite degli ispettori della UEFA nei vari paesi candidati ad ospitare l'evento.

#### Problemi di sicurezza in Italia
Il 2 febbraio 2007, a Catania, al termine della partita di Serie A tra i padroni di casa e il Palermo, scoppiarono violenti scontri tra gli ultras delle due squadre che causarono l'uccisione dell'ispettore di polizia Filippo Raciti. L'episodio compromise seriamente la candidatura italiana all'organizzazione del campionato d'Europa.
Prima del 18 aprile 2007 l'UEFA aveva previsto di tenere un esecutivo straordinario per discutere della questione riguardante la sicurezza negli stadi italiani, ma l'esito della votazione fu sfavorevole.

### Ungheria e Croazia
Le Federazioni calcistiche ungherese e croata proposero le seguenti città per ospitare le partite di Euro 2012:
- Croazia
  - Zagabria, Spalato, Fiume, Osijek
- Ungheria
  - Budapest, Székesfehérvár, Győr, Debrecen

L'Ungheria si candidò per la terza volta consecutiva dopo le mancate assegnazioni di Euro 2004 e di Euro 2008. Si presentò in coppia con la Croazia dopo che il suo precedente partner, l'Austria, decise per una candidatura congiunta con la Svizzera (andata a buon fine) per Euro 2008.
Le due capitali Budapest e Zagabria, così come le famose destinazioni turistiche Fiume e Spalato, potevano contare su un buon livello infrastrutturale e alberghiero. La buona situazione economica dei due Paesi avrebbe sicuramente reso disponibili fondi per migliorare strade, ferrovie e collegamenti aerei e per costruire infrastrutture nelle rimanenti città. Nonostante la recente guerra in Croazia, il Paese è riuscito a costruire più di 700 km di autostrade e superstrade negli ultimi 10 anni (inclusa una nuova autostrada al confine con l'Ungheria). L'interesse e il sostegno pubblico non sarebbero mancate a nessuna delle due candidate viste le ottime prestazioni della nazionale soprattutto durante gli anni '90 e 2000, e considerata la forte tradizione calcistica in Ungheria, nonostante gli scarsi risultati dell'ultimo periodo.
I problemi maggiori della candidatura vennero individuati nell'assenza di alloggi di alta qualità in alcune aree dei Paesi e nelle recenti intemperanze di alcuni tifosi croati; inoltre si considerò negativa la situazione politica ungherese, con il governo spesso sottoposto a proteste e disordini, e non venne ovviamente considerata positiva la protesta di un gruppo di tifosi durante la visita della delegazione UEFA (sostenendo che la Federazione dovrebbe pensare a migliorare i risultati calcistici anziché ospitare Euro 2012).
Se la candidatura di Croazia e Ungheria avesse dovuto avere successo, la finale sarebbe stata ospitata a Budapest nello stadio intitolato a Ferenc Puskás, mentre la cerimonia di apertura si sarebbe tenuta a Zagabria nel Maksimir Stadium.

## Votazione finale
Il 17 e 18 aprile 2007 l'UEFA si riunì a Cardiff, in Galles, per assegnare l'organizzazione del torneo continentale.
Il verdetto fu immediato e non fu necessario alcun ballottaggio. A sorpresa furono scelte Polonia e Ucraina, che ebbero la meglio sulla favorita candidatura italiana e su quella, comunque precedentemente meglio quotata, di Croazia e Ungheria. I voti dei membri della commissione giudicante furono suddivisi come segue:
| Nazione            | Voti |  |
| ------------------ | ---- |  |
| Polonia e Ucraina  | 8    |  |
|                    |      |  |
| Italia             | 4    |  |
| Croazia e Ungheria | 0    |  |

### Procedure di voto
Il voto seguì le seguenti regole:
- massimo due turni di votazione;
- votazione valida solo con raggiungimento del quorum di almeno otto membri del Comitato esecutivo, esclusi il Presidente e il suo vice, senza diritto di voto;
- al primo turno, ciascun membro ha un voto. Se una candidatura riceve la maggioranza assoluta dei voti, risulta essere la vincitrice, altrimenti si procede alla seconda votazione scartando la candidata che ha ricevuto meno voti. Se tutte le tre candidature ricevono lo stesso numero di voti, sarà il Presidente a decidere quale eliminare;
- se la seconda votazione finisce in parità, spetta al Presidente del Comitato esecutivo dare il voto decisivo.

La Commissione votante era composta dai seguenti 14 membri:
1. Michel Platini
2. Senes Erzik
3. Geoffrey Thompson
4. Ángel María Villar Llona
5. Gerhard Mayer-Volferder
6. Marios N. Lefkaritis
7. Franco Carraro
8. Vjačeslav Koloskov
9. Gilberto Madaíl
10. Joseph Mifsud
11. Per Ravn Omdal
12. Mircea Sandu
13. Mathieu Sprengers
14. Grigoryi Surkis

Surkis e Carraro non ebbero diritto di voto in alcun ballottaggio, poiché rappresentanti di Paesi candidati, lasciando 12 voti.

## Ipotesi corruzione sull'assegnazione
Negli ultimi giorni dell'ottobre 2010 vari organi d'informazione, fra cui la Gazzetta dello Sport, pubblicarono la notizia secondo la quale l'assegnazione della manifestazione a Ucraina e Polonia venne favorita dalla corruzione di almeno quattro delegati del Comitato Esecutivo dell'UEFA, da parte di esponenti della Federazione calcistica dell'Ucraina.
La notizia si basava su rilevazioni fatte da Spyros Marangos, ex tesoriere della Federazione calcistica di Cipro, che dichiarò:
In seguito, soprattutto poiché non vennero mostrate prove che potessero confermare quanto detto da Marangos, l'UEFA confermò l'assegnazione dell'europeo a Polonia ed Ucraina.